# Dê Tây Phi

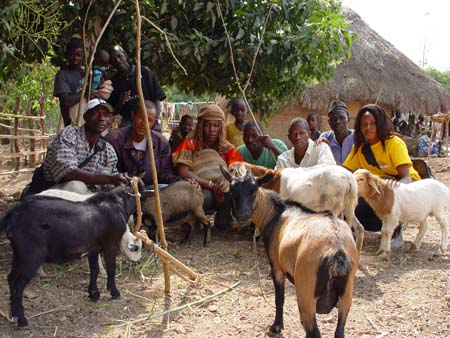
Dê Tây Phi dành cho các thôn trong khu vực Kabala của Sierra Leone để hỗ trợ cho hậu quả của cuộc nội chiến nhằm giúp tăng thu nhập.

Dê Tây Phi hay còn gọi là dê lùn Tây Phi (West African Dwarf goat) là một giống dê có nguồn gốc từ Tây Phi. Chúng là giống dê được chăn nuôi và sinh sản từ vùng duyên hải Tây Phi và Trung Phi, là tổ tiên trực hệ của giống Dê lùn Pygmy ở châu Phi và giống Dê lùn Nigeria ở Hoa Kỳ, cũng như giống dê lùn Hà Lan và giống dê lùn ở Anh. Giống dê này có khả năng sinh trưởng và phát triển để đáp ứng với điều kiện của các khu rừng ẩm ướt của Tây và Trung Phi.

## Vai trò
Dê Tây Phi là đối tượng chăn nuôi quan trọng ở nhiều nước thuộc vùng Tây Phi, đặc biệt là đối với ngành chăn nuôi của nền nông nghiệp Sierra Leone. Dê được nuôi ở Sierra Leone là giống dê lùn Tây Phi. Chúng được tìm thấy trên khắp đất nước, nhưng 60% sống ở các tỉnh phía Bắc. Các giống dê đều cứng cáp, có khả năng sống sót trong môi trường khắt khe và có khả năng đề kháng với bệnh trypanosomiasis. Dê Tây Phi có thể sống sót khi chăn thả cả năm, ngay cả trong mùa khô, mà không cần thêm thức ăn.
Dê lùn Tây Phi là một giống dê kiêm dụng, chúng được chăn nuôi vì nhiều lý do. Nhưng giống này chủ yếu được nuôi để sản xuất thịt và sữa. Nó cũng được chăn nuôi như vật nuôi. Giống dê này được biết đến bởi một số tên khác trong các phần khác nhau của thế giới như African Dwarf, Chevre naine de Savanes, Cameroon Dwarf, Chevre de Casamance, Chevre naine de l'est, Djallonke, Dwarf West African, Diougry, Forest goat, Fouta Djallon, Grassland Dwarf, Guinean, Guinean Dwarf, Kosi, Pygmy, Tibetana. Có rất nhiều loại dê lùn Tây Phi có sẵn. Nhiều giống được tìm thấy trên bờ biển phía tây và trung tâm Châu Phi

## Đặc điểm
Những con dê lùn Tây Phi có ngoại hình bên ngoài bị xem là còi cọc rõ rệt và có chiều cao điển hình từ 30 đến 50 cm (12 đến 20 inch). Những con dê đực trưởng thành nặng từ 20 đến 25 kg (44 đến 55 lb) và những con dê cái thì nặng từ 18 đến 22 kg (40 đến 49 lb). Cả hai giới đều có sừng, sừng của chúng đều cong ra ngoài và ngược về phía sau đầu. Con đực cũng có râu và đôi khi là những con trưởng thành. Đặc điểm nổi bật của giống dê này bao gồm một cái cổ tương đối dài, ngực rộng, và lưng thẳng. Chân của chúng ngắn và bầu vú nhỏ nhưng thường có hình dáng tốt. Hầu hết đều có lông cứng ngắn và màu sắc thay đổi, thường là màu nâu sẫm với các điểm đen có lẽ là phổ biến nhất, nhưng đen, đỏ, trắng, lang tròn lốm đốm (pied), và nhiều màu cũng xảy ra trên giống dê này.
Về mặt năng suất, giống dê lùn Tây Phi có khả năng sinh sản từ mười hai đến mười tám tháng. Chúng có khả năng có nhiều lần sinh là rất phổ biến, với cặp song sinh bình thường và sinh ba thì thường xuyên. Khoảng thời gian còn nhỏ của giống dê này trung bình khoảng 220 ngày. Những con dê này thường được nuôi bởi hộ gia đình để thu hoạch hoặc bán sữa dê và thịt dê. Giống dê lùn Tây Phi rất quan trọng trong nền kinh tế làng nông thôn của Tây Phi. Giống dê lùn châu Phi ở Tây Phi là giống kháng trypanotolerant (chúng chống lại nhiễm trùng do Trypanosoma) và haemonchotolerant (chúng chống lại nhiễm trùng với tuyến trùng ký sinh trùng đường ruột Haemonchus contortus hiệu quả hơn các giống dê nhà khác trong nước). Bệnh có ảnh hưởng đến dê bao gồm thối chân, ký sinh trùng bên trong và heartwater